# Oh My My (álbum)
Oh My My es el cuarto álbum de estudio de la banda estadounidense de pop rock, OneRepublic. Fue lanzado el 7 de octubre de 2016. Debido al éxito de Native con los temas "Counting Stars" y "Love Runs Out", Oh My My incorpora algunos elementos de su producción electrónica. Ryan Tedder, vocalista, compositor y productor de la banda, se centró en letras sobre optimismo, amor y superación de traumas del pasado.
On My Way incorpora algunos elementos de su producción electrónica. Ryan Tedder, vocalista, compositor y productor de la banda, se centró en letras sobre optimismo, amor y superación de traumas del pasado. Buscando escapar del sonido puramente electrónico que sonaba con fuerza en la radio en ese momento, la banda utilizó instrumentos que le dieron al álbum un sonido orgánico, sin resultar anticuado. Junto con Tedder, Brent Kutzle y Skelton, el álbum fue producido por Benny Blanco y Noel Zancanella, quienes ya habían trabajado en sus álbumes anteriores. Marcando una ruptura radical con el pop rock de sus trabajos predecesores, Oh My My se basa en el electropop, el rock de estadio y el groovy, inspirado en géneros como el country, el funk y el gospel, dando como resultado una producción electrónica compuesta por música new age y ritmos rítmicos. Oh My My fue el álbum de la banda con más canciones en su versión estándar, y contó con apariciones especiales de la banda francesa Cassius en la canción principal "Oh My My", así como del ex cantante de la banda de rock Genesis, Peter Gabriel, en la canción "A.I." y del cantautor Santigold en la canción "NbHD".

## Antecedentes y composición
En una entrevista con Wonderland Magazine sobre On My My, el líder de OneRepublic, Ryan Tedder, habló sobre lo que los fans podrían esperar del álbum: "Hoy en día se puede grabar un álbum completo en una computadora portátil, y algunos de los discos más importantes se graban electrónicamente con computadoras portátiles, y creo que falta mucha humanidad en la radio. Por eso queríamos asegurarnos de que se pudiera escuchar a los seres humanos y a los instrumentos que aparecen en las canciones, así que eso es lo último que diré. Es nuevo y muy moderno, pero aún conserva una gran dosis de humanidad porque se puede escuchar a los músicos".  En una entrevista posterior con Billboard, Tedder reveló que la grabación del álbum tardó dieciocho meses, "el tiempo más largo que la banda ha dedicado a un solo proyecto [...]. Vivimos mucho en los últimos cuatro años; había mucho que escribir".
El 25 de agosto, la banda tuiteó que el nuevo álbum se llamaría Oh My My y que saldría el 7 de octubre. 2016. La obra de arte del álbum fue revelada seis días después.

## Promoción

### Sencillos
El primer sencillo del álbum fue titulado "Wherever I Go" y fue lanzado el 13 de mayo de 2016. La canción, en su estreno, alcanzó el lugar número 55 en la lista estadounidense Billboard Hot 100. El segundo sencillo, KIDS fue lanzado el 12 de agosto de 2016.

### Sencillos promocionales
"Future Looks Good" se lanzo como un sencillo promocional junto con el "pre-order" el 9 de septiembre de 2016.

## Lista de canciones
El 7 de septiembre de 2016, OneRepublic usó su cuenta oficial de Twitter para anunciar el nombre de los sencillos.

| Edición Estándar |                                   |                                                                  |                                 |               |  |
| N.º              | Título                            | Escritor(es)                                                     | Productor(s)                    | Duración      |  |
| 1.               | «Let's Hurt Tonight»              |                                                                  |                                 | 3:14          |  |
| 2.               | «Future Looks Good»               |                                                                  |                                 | 3:30          |  |
| 3.               | «Oh My My» (featuring Cassius)    | Tedder, Kutzle, Noel Zancanella                                  | Tedder, Kutzle, Noel Zancanella | 3:38          |  |
| 4.               | «Kids»                            | Ryan Tedder, Brent Kutzle, Brandon Michael Collins, Steve Wilmot | Tedder, Kutzle, Wilmot          | 3:58          |  |
| 5.               | «Dream»                           | Tedder, Kutzle, Noel Zancanella                                  | Tedder, Kutzle, Noel Zancanella | 3:31          |  |
| 6.               | «Choke»                           | Tedder, Noel Zancanella                                          | Tedder, Zancanella              | 3:46          |  |
| 7.               | «A. I.» (featuring Peter Gabriel) |                                                                  |                                 | 5:09 Yvvuuvub |  |
| 8.               | «Better»                          |                                                                  |                                 | 3:24          |  |
| 9.               | «Born»                            |                                                                  |                                 | 4:25          |  |
| 10.              | «Fingertips»                      |                                                                  |                                 | 4:15          |  |
| 11.              | «Human»                           |                                                                  |                                 | 3:40          |  |
| 12.              | «Lift Me Up»                      | ybbubub                                                          |                                 | 3:46          |  |
| 13.              | «NbHD» (featuring Santigold)      |                                                                  |                                 | 3:44          |  |
| 14.              | «Wherever I Go»                   | Tedder, Kutzle, Noel Zancanella                                  | Tedder, Kutzle, Zancanella      | 2:49          |  |
| 15.              | «All These Things»                |                                                                  | tvyvyvv6                        | 3:19          |  |
| 16.              | «Heaven»                          |                                                                  |                                 | 4:18          |  |

| Edición de lujo |                             |              |          |  |
| N.º             | Título                      | Productor(s) | Duración |  |
| 17.             | «Colors»                    |              | 3:51     |  |
| 18.             | «The Less I Know»           |              | 3:44     |  |
| 19.             | «Heaven» (acoustic version) |              | 3:53     |  |
| 20.             | «Better» (string version)   |              | 3:23     |  |

## Posicionamiento
| Lista(2016)                         | Mejor posición |
| ----------------------------------- | -------------- |
| Australia (ARIA)                    | 8              |
| Austria (Ö3 Austria)                | 8              |
| Bélgica (Ultratop flamenca)         | 25             |
| Bélgica (Ultratop valona)           | 22             |
| Canadá (Billboard Canadian Albums)  | 4              |
| Danish Albums (Hitlisten)           | 35             |
| Países Bajos (Album Top 100)        | 14             |
| Finlandia (Suomen Virallinen Lista) | 27             |
| Francia (SNEP)                      | 40             |
| Grecia (IFPI Greece)                | 57             |
| Hungría (MAHASZ)                    | 26             |
| Irlanda (IRMA)                      | 5              |
| Italia (FIMI)                       | 9              |
| Nueva Zelanda (Recorded Music NZ)   | 5              |
| Noruega (VG-lista)                  | 20             |
| Polonia (ZPAV)                      | 18             |
| Portugal (AFP)                      | 36             |
| España (PROMUSICAE)                 | 16             |
| Suecia (Sverigetopplistan)          | 25             |
| Suiza (Schweizer Hitparade)         | 3              |
| Taiwan (Five Music)                 | 1              |
| Reino Unido (UK Albums Chart)       | 6              |
| Estados Unidos (Billboard 200)      | 3              |

## Historial de lanzamientos
| Región        | Fecha                | Formato(s)          | Discográfica      | Edición(s)                       |
| ------------- | -------------------- | ------------------- | ----------------- | -------------------------------- |
| Todo el mundo | 7 de octubre de 2016 | CD descarga digital | Mosley Interscope | Edición estándar Edición de lujo |